# Utricularia podadena
Utricularia podadena är en tätörtsväxtart som beskrevs av Peter Geoffrey Taylor. Utricularia podadena ingår i släktet bläddror, och familjen tätörtsväxter. Inga underarter finns listade i Catalogue of Life.